# Stephen Spender
Sir Stephen Harold Spender, CBE, (* 28. Februar 1909 in London; † 16. Juli 1995 ebenda) war ein englischer Dichter, Autor und Hochschullehrer, der sich zeitweise in seinen Werken mit sozialen Ungerechtigkeiten und deren politischer Überwindung beschäftigte.

## Leben
Spender wurde in London als Sohn eines Journalisten geboren. Er besuchte die Gresham’s School in Holt (Norfolk), an der er W. H. Auden kennenlernte, und die Universität Oxford. Er beendete sein Hochschulstudium nicht, sondern ging nach Deutschland (gleichwohl wurde er 1973 zum honorary fellow of the college ernannt).
In Deutschland freundete er sich mit Christopher Isherwood, Louis MacNeice, Cecil Day Lewis und Herbert List an. 1929 begann er seinen Roman The Temple, der jedoch erst 1988 erschien. Dieser handelt von einem jungen Mann, der nach Deutschland reist, von der deutschen Kultur beeindruckt ist und in dem fremden Land einiges über sein Verhältnis zu Männern lernt. Die Figur des Joachim stellt Herbert List dar, der ihm während seines Aufenthalts in Deutschland als Bezugsperson diente. Für den Freund Joachims im Roman, Willi Lassel, nahm Spender wahrscheinlich Willi Lassen zum Vorbild.

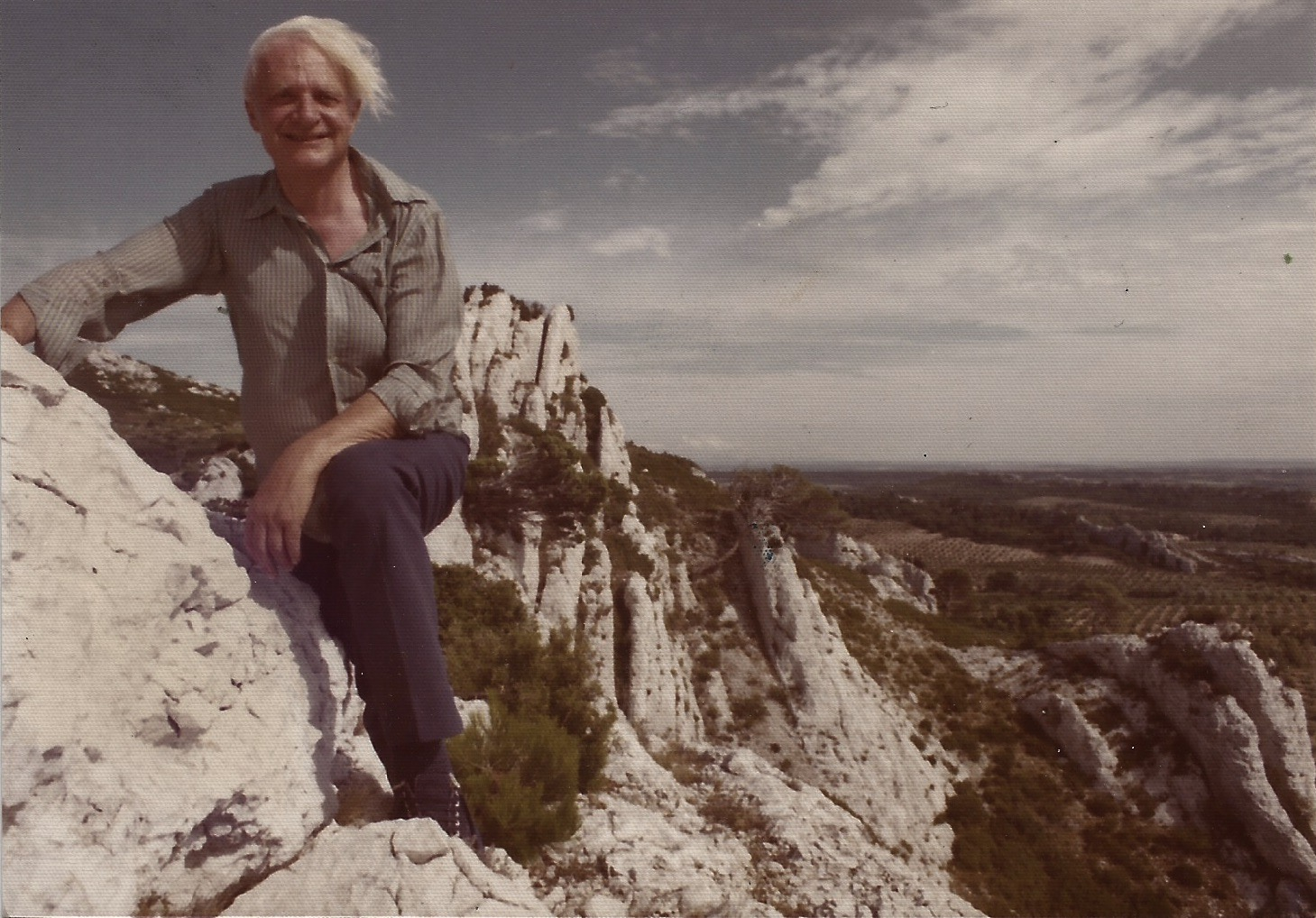
Spender im Süden Frankreichs, fotografiert um 1970 von Keith Milow

Später pflegte Spender Kontakte zu William Butler Yeats, Allen Ginsberg, Ted Hughes, Joseph Brodsky, Isaiah Berlin, Mary McCarthy, Roy Campbell, Raymond Chandler, Dylan Thomas, Jean-Paul Sartre, T. S. Eliot und Virginia Woolf.
Viele seiner frühen Gedichte, die 1933 unter dem Titel Poems veröffentlicht wurden, sind vom sozialen Protest inspiriert, mit dem seine Hinwendung zum Kommunismus einherging.  Zu Beginn des Spanischen Bürgerkriegs ließ sich Spender vom Sekretär der Kommunistischen Partei Großbritanniens (CPGB), Harry Pollitt, in die Partei aufnehmen. Er unterstützte die spanische Volksfront und berichtete im Daily Worker über den Kampf der Internationalen Brigaden.
Mit Cyril Connolly und Peter Watson gehörte Spender 1940 zu den Initiatoren der Literaturzeitschrift Horizon. 1949 distanzierte er sich von der kommunistischen Partei und veröffentlichte mit Schriftstellerkollegen das Stalin-kritische Buch The God that failed. Von 1953 bis 1966 war er Redakteur des Magazins Encounter. Er beendete die Mitarbeit, als sich herausstellte, dass der Kongress für kulturelle Freiheit, der es herausgab, vom CIA finanziert wurde.
Im Jahr 1954 übernahm Spender die „Elliston Chair of Poetry“-Professur an der University of Cincinnati. 1961 wurde er Professor für Rhetorik am Gresham College in London und war von 1970 bis 1977 Professor für Englisch am University College London. Danach wurde er Professor Emeritus.
Spender erhielt 1962 den Titel Commander (CBE) des Order of the British Empire und wurde 1983 zum Ritter geschlagen. 1966 wurde er in die American Academy of Arts and Sciences und 1969 in die American Academy of Arts and Letters gewählt.

## Trivia
Im Jahr 1980, nach einer Vorlesung in Oneonta, musste Spenders Flugzeug wegen schlechten Wetters zwischenlanden. Spender legte die verbleibenden 287 Meilen bis Manhattan in einem Taxi zurück, um ein Treffen mit Jacqueline Kennedy Onassis nicht zu verpassen. Hierzu äußerte er: „I simply had to get there.“
Spender griff 1994 David Leavitt für dessen Darstellung seiner Beziehung zu „Jimmy Younger“ in While England Sleeps an. Der Fall wurde vor Gericht ausgetragen, und Leavitt korrigierte seinen Text. Viele von Spenders Freunden in seinen frühen Lebensjahren waren homosexuell, und Spender unterhielt Liebesbeziehungen zu mehreren Männern, darunter Tony Hyndman, der in seinen Memoiren, World Within World, als Jimmy Younger auftritt. Später war er mit Muriel Gardiner liiert und heiratete 1936 Inez Maria Pearn, von der er nach drei Jahren geschieden wurde. 1941 heiratete er Natasha Litvin. In den späten Ausgaben seiner Gedichte verschwanden homosexuelle Anspielungen; hier zwei Fassungen einiger Verse aus The Uncreating Chaos:
Whatever happens, I shall never be alone. I shall always have a boy, a railway fare, or a revolution.
Whatever happens, I shall never be alone. I shall always have an affair, a railway fare, or a revolution.

## Ausgewählte Werke

### Gedichte
- Nine Experiments, 1928 (privat gedruckt)
- Twenty Poems, 1930
- Poems, 1933 (2. Ausgabe 1934)
- Vienna, 1934
- The Still Centre, 1939
- Ruins and Visions, 1942
- Spiritual Exercises, 1943 (privat gedruckt)
- Poems of Dedication, 1947
- The Edge of Being, 1949
- Collected Poems, 1928–1953; 1955
- Selected Poems, 1965
- The Generous Days, 1971
- Selected Poems, 1974
- Recent Poems, 1978
- Collected Poems 1928–1985, 1986
- New Collected Poems, (ediert von Michael Brett), 2004

### Briefe und Journals
- Letters to Christopher: Stephen Spender's Letters to Christopher Isherwood, 1980
- Journals, 1939-1983, 1985

### Rezensionen, Reiseliteratur und Sachliteratur
- The Destructive Element, 1935
- Forward from Liberalism, 1937
- Life and the Poet, 1942
- European Witness, 1946
  - auf Deutsch: Deutschland in Ruinen, Mattes Verlag, Heidelberg 1995. als Suhrkamp-Taschenbuch Deutschland in Ruinen. Ein Bericht, Frankfurt am Main 1998
- Poetry Since 1939, 1946
- The God That Failed. Hrsg. Richard Crossman. Zusammen mit Arthur Koestler, Ignazio Silone, André Gide, Louis Fischer, Richard Wright. Hamilton, London 1949. Auf Deutsch: Ein Gott der keiner war. Verlag der Parma Edition, Frankfurt 1950
- Learning Laughter, 1952
  - auf Deutsch: Aliyah – Eine Reise durch Israel, Steingrüben Verlag, Stuttgart 1953
- The Creative Element, 1953
- The Making of a Poem, 1955
- The Struggle of the Modern, 1963
- The Year of the Young Rebels, 1969
- Love-Hate Relations, 1974
- Eliot, 1975 (Modern Masters Serie)
- W. H. Auden: A Tribute (ediert von Spender), 1975
- The Thirties and After, 1978
- China Diary (gemeinsam mit David Hockney), 1982

### Drama
- Trial of a Judge, 1938
- The Oedipus Trilogy, 1985

### Libretto
- Rasputin’s End. Oper (1958). Musik: Nicolas Nabokov

### Memoiren
- World Within World. Hamilton, London 1951. Auf Deutsch Welt zwischen Welten.  Verlag der Parma-Edition, Frankfurt a. M. 1952.

### Fiktion
- The Burning Cactus, 1936 (Geschichten)
- The Backward Son, 1940
- Engaged in Writing, 1958
- The Temple (geschrieben 1928; publiziert 1988)